# Hermann Neiße

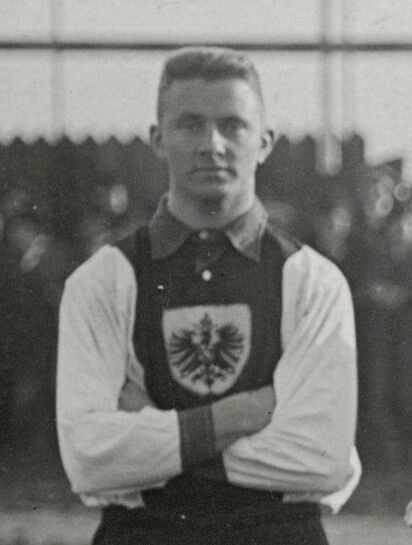
Hermann Neiße (1910)

Hermann Neiße (* 5. Dezember 1888 in Schleswig; † 21. Oktober 1932 in Wien) war ein deutscher Fußballspieler und dreimaliger Nationalspieler.

## Karriere

### Vereine
Neiße, athletischer und kopfballstarker Abwehrspieler, der das körperbetonte Spiel bevorzugte, gehörte von 1900 bis Mai 1906 der Fußballmannschaft im Eimsbütteler TV, ab dem 12. Mai 1906 bis Saisonende 1910/11 der Fußballabteilung des Eimsbütteler TV an. Fortan nahm er mit seiner Mannschaft an dem vom Hamburg-Altonaer Fußball-Bund organisierten Spielbetrieb im Bezirk Hamburg-Altona und aufgrund der Spielstärke in der I. Klasse teil. Ende 1911 zog er nach Wien, wo er noch einige Jahre für den ortsansässigen First Vienna FC 1894 in der vom Niederösterreichischen Fußballverband organisierten und in der Ersten Klasse ausgetragenen Meisterschaft Punktspiele bestritt.

### Auswahl-/Nationalmannschaft
Als erster Spieler des Eimsbütteler TV bestritt er ein Länderspiel für die A-Nationalmannschaft – der am 16. Oktober 1910 in Kleve mit der Nationalmannschaft der Niederlande ausgetragene Vergleich wurde mit 1:2 verloren. Im April 1911 kam er noch zweimal als Nationalspieler zum Einsatz; am 14. April trennte er sich mit der Nationalmannschaft mit einem 2:2-Unentschieden von der Englischen Amateurnationalmannschaft in Berlin und am 23. April verlor er das Testspiel gegen die Nationalmannschaft Belgiens in Lüttich mit 1:2.
Des Weiteren kam er als Spieler der Auswahlmannschaft des Norddeutschen Fußball-Verbandes am 25. Mai 1911 in Berlin im Finale um den Kronprinzenpokal, dem Wettbewerb für die Auswahlmannschaften der regionalen Verbände, zum Einsatz und gewann diesen mit dem 4:2-Sieg n. V. gegen die Auswahlmannschaft des Verbandes Süddeutscher Fußball-Vereine.

## Erfolge
- Kronprinzenpokal-Sieger 1911

## Sonstiges
Neiße starb 43-jährig in seiner Wahlheimat an den Folgen einer Blinddarmoperation.